# Otto Jaekel
Otto Jaekel (Nowa Sól, 21 febbraio 1863 – Pechino, 6 marzo 1929) è stato un paleontologo tedesco.

## Biografia
Jaekel nacque a Nowa Sól, nella Slesia prussiana. Studiò geologia e paleontologia a Legnica. Dopo essersi diplomato nel 1883, si trasferì a Breslavia e studiò sotto Ferdinand Roemer fino al 1885. Karl von Zittel diede il dottorato di ricerca a Jaekel a Monaco nel 1886. Tra il 1887 e il 1889, Jaekel fu assistente di E.W. Benecke al Geologisch-Paläontologisches Institut a Strasburgo, e lavorò a Berlino e al Geologisch-Paläontologisches Museum a partire dal 1894. Jaekel si trasferì all'Università di Vienna nel 1903, ma la sua imminente cattedra fu bloccata dai geologi viennesi. Tra il 1906 e il 1928, Jaekel fu professore all'Università di Greifswald, dove fondò la Società Paleontologica tedesca nel 1912. Nel 1914 descrisse una seconda specie di Plateosaurus.
Dopo il suo ritiro a Greifswald, Otto Jaekel accettò una posizione all'Università di Sun Yat-sen a Guangzhou nel 1928. Morì dopo una breve e inaspettata malattia all'ospedale tedesco di Pechino.
Come paleontologo, Jaekel si specializzò nello studio dei vertebrati fossili, in particolare pesci e rettili. Tuttavia, 27 delle sue pubblicazioni riguardarono l'echinodermata. Inoltre, scrisse anche sulla politica, letteratura e arte. Era un abile pittore e usò le sue capacità per produrre dipinti di paesaggi che illustrano la geologia della costa della Pomerania.

## Opere
- Jaekel, Otto. 1896. “Über die Stammform der Wirbelthiere.” Sitzungsberichte der Gesellschaft Naturforschender Freunde zu Berlin 7 107–29.
- Jaekel, Otto. 1899. Stammesgeschichte der Pelmatozoen: Thecoidea und Cystoidea. Berlin: Julius Springer.
- Jaekel, Otto. 1903. “Besprechung des ersten Berichts des Geologischen Beratungs-Komitees für das Carnegie-Institut in Washington.” Zeitschrift der Deutschen Geologischen Gesellschaft 73–76.
- Jaekel, Otto. 1904. “Eine neue Darstellung von Ichthyosaurus.” Zeitschrift der deutschen geologischen Gesellschaft 26–34.
- Jaekel, Otto. 1904. “K.A. V. Zittel, Der Altmeister der Paläontologie.” Naturwissenschaftliche Wochenschrift 1–7.
- Jaekel, Otto. 1905. “Die Bedeutung der Wirbelstacheln der Naosauriden.” Zeitschrift der Deutschen Geologischen Gesellschaft 57 192–95.
- Jaekel, Otto. 1910. “Naosaurus Credneri im Rotliegenden von Sachsen.” Zeitschrift der Deutschen Geologischen Gesellschaft 62 526–35.
- Jaekel, Otto. 1910. “Rekonstruktionen Fossiler Tiere.” In Meyer’s Großes Konversations-Lexikon, 6. Auflage. XXII. Band, Jahressupl. 1909-1910, 712–715, 4 plates. Leipzig & Wien: Bibliographisches Institut.
- Jaekel, Otto. 1910. “Über die Füßstellung und Lebensweise der großen Dinosaurier.” Zeitschrift der Deutschen Geologischen Gesellschaft 62 270–76.
- Jaekel, Otto. 1911. Die Wirbeltiere; Eine Übersicht über die fossilen und lebenden Formen. Berlin: Gebrüder Borntraeger.
- Jaekel, Otto. 1914. “Über die Wirbeltierfunde in der Oberen Trias von Halberstadt.” Paläontologische Zeitschrift 1 (1): 155–215.
- Jaekel, Otto. 1916. Die natürlichen Grundlagen staatlicher Organisation. Berlin: Stilke.
- Jaekel, Otto. 1916. “Die Wirbeltierfunde aus dem Keuper von Halberstadt.” Palaeontologische Zeitschrift 2 (3): 88–214.
- Jaekel, Otto. 1921. “Phylogenie und System der Pelmatozoen.” Paläontologische Zeitschrift 3 (1): 1–128.
- Jaekel, Otto. 1923. “Zur morphogenie der Asterozoa.” Paläontologische Zeitschrift
- Jaekel, Otto. 1928. Zur Urgeschichte des Menschen. Abschiedsvorlesung am 21. Februar 1928. Greifswald: Ratshandlung L. Bamberg.
- Jaekel, Otto. 1929. Die Morphogenie der ältesten Wirbeltiere. Berlin: G. Borntraeger, 1929